# Prosopocoilus suturalis
Prosopocoilus suturalis là một loài bọ cánh cứng trong họ Lucanidae. Loài này được Olivier mô tả khoa học năm 1789.